# Querades
Querades (en griego, Χοιράδες) era el nombre de una antigua ciudad situada en la costa sur del Mar Negro. 
La ciudad de Querades es citada en el Periplo de Pseudo-Escílax, donde se la menciona como una ciudad griega perteneciente al territorio de los mosinecos, al igual que el puerto Cefirio, que estaba situado enfrente de la llamada isla de Ares.
Es mencionada también por Esteban de Bizancio, que recoge un fragmento de Hecateo de Mileto donde también se relaciona la ciudad con los mosinecos.
Se desconoce el lugar exacto donde estaba localizada. Es posible que se trate de la misma ciudad que posteriormente fue refundada con el nombre de Farnacia por Farnaces I del Ponto, aunque en el Periplo del Ponto Euxino de Arriano se dice que Farnacia era la ciudad que antiguamente se llamaba Ceraso.